# 不動山古墳
不動山古墳（ふどうやまこふん）は、群馬県高崎市綿貫町にある古墳。形状は前方後円墳。綿貫古墳群を構成する古墳の1つ。高崎市指定史跡に指定されている。

## 概要
| 古墳名         | 墳丘長 | 築造時期  | 史跡指定 |
| -------------- | ------ | --------- | -------- |
| 普賢寺裏古墳   | 61.2m  |           | なし     |
| 不動山古墳     | 94m    | 5c中-後半 | 市史跡   |
| 岩鼻二子山古墳 | 120m?  | 5c末      | （消滅） |
| 綿貫観音山古墳 | 97m    | 6c後半    | 国史跡   |

群馬県南部、井野川下流の右岸地域に築造された古墳である。一帯では前方後円墳4基（綿貫観音山古墳・不動山古墳・普賢寺裏古墳・岩鼻二子山古墳（消滅））および円墳群が分布し、綿貫古墳群を構成する。現在までに前方部は大きく削平を受け、墳頂には不動尊が祀られるほか、1962-1964年（昭和37-39年）・1979年（昭和54年）・1998年（平成10年）に調査が実施されている。
墳形は前方後円形で、前方部を西南西方向に向ける。墳丘外表では葺石・埴輪が検出されている。墳丘北側くびれ部には造出が認められており、埴輪列・土師器（和泉式高坏など）が検出されている。また墳丘周囲には二重の周濠が巡らされる。埋葬施設は明らかでないが、現在は墳頂に大型の凝灰岩製刳抜式舟形石棺の棺身が遺存する（棺蓋は所在不明）。
築造時期は、古墳時代中期の5世紀中葉-後半頃と推定される。綿貫古墳群は普賢寺裏古墳→不動山古墳→岩鼻二子山古墳→綿貫観音山古墳の順の築造と推定されており、一帯における5-6世紀代の有力豪族の存在を示唆する古墳の1つになる。
古墳域は1992年（平成4年）に高崎市指定史跡に指定されている。

## 遺跡歴
- 1916年（大正5年）、墳頂に不動尊堂の建立。舟形石棺の発見[3]。
- 1938年（昭和13年）の『上毛古墳綜覧』に「岩鼻村第15号墳」として登載[1]。
- 陸軍造兵廠岩鼻火薬製造所（現在の国立研究開発法人量子科学技術研究開発機構高崎量子応用研究所ほか）の拡張の際、日光例幣使街道を古墳南側に移設[3]。
- 1962-1964年（昭和37-39年）、前方部土砂採取を契機とする発掘調査[3][4]。
- 1975年（昭和50年）、古墳南側の道路（当時は県道）が国道354号に指定[3]。
- 1979年（昭和54年）3月、国道354号北側の整備工事に伴う土層観察調査（群馬県埋蔵文化財調査事業団、2010年に報告書刊行）[3]。
- 1992年（平成4年）3月2日、高崎市指定史跡に指定[2]。
- 1998年（平成10年）、コンビニエンスストア建設に伴う発掘調査。周濠の検出（高崎市教育委員会、1999年に報告）。

## 墳丘

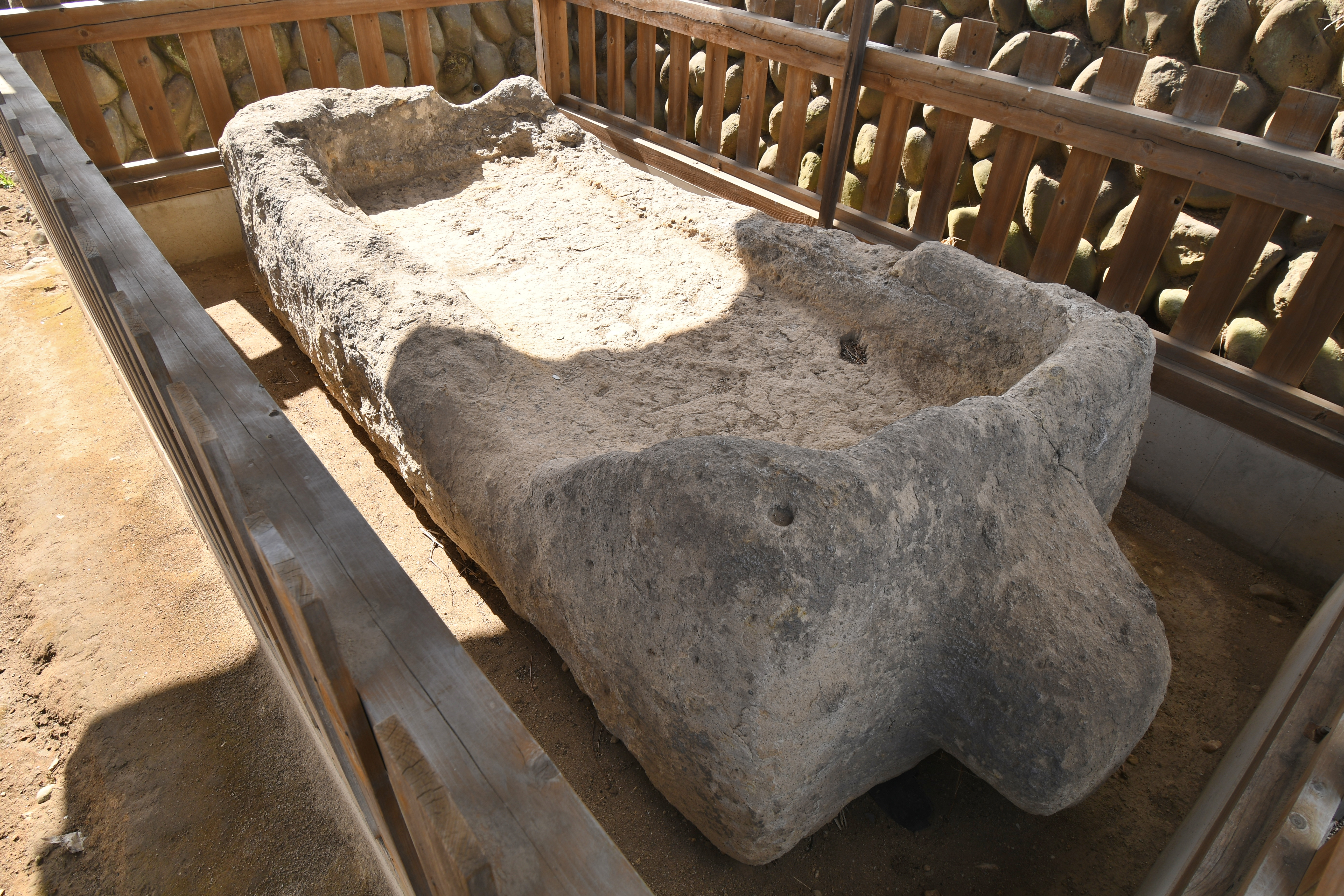
墳頂の刳抜式舟形石棺

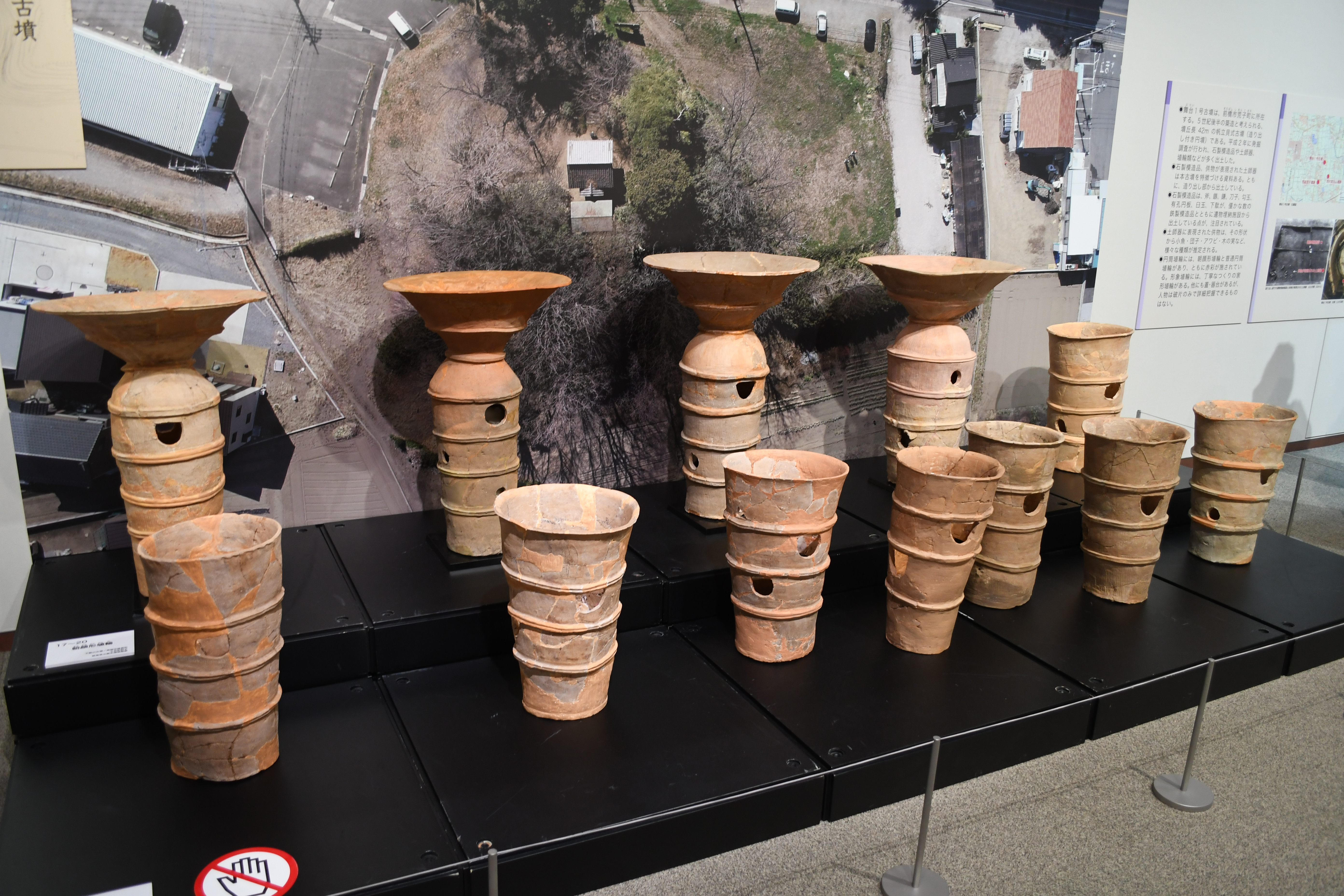
円筒埴輪・朝顔形埴輪群馬県立歴史博物館展示（他画像も同様）。

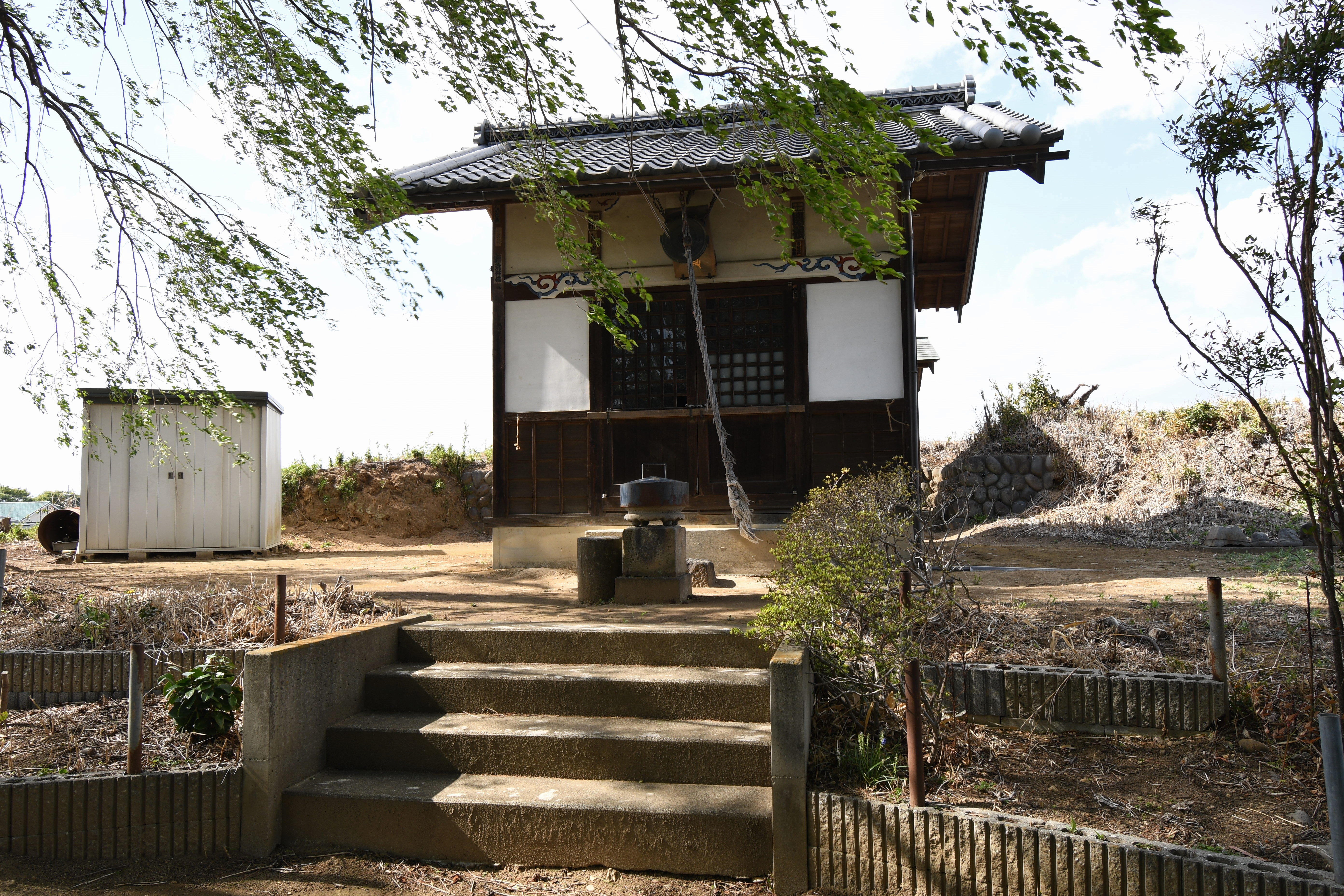
後円部墳頂の不動尊
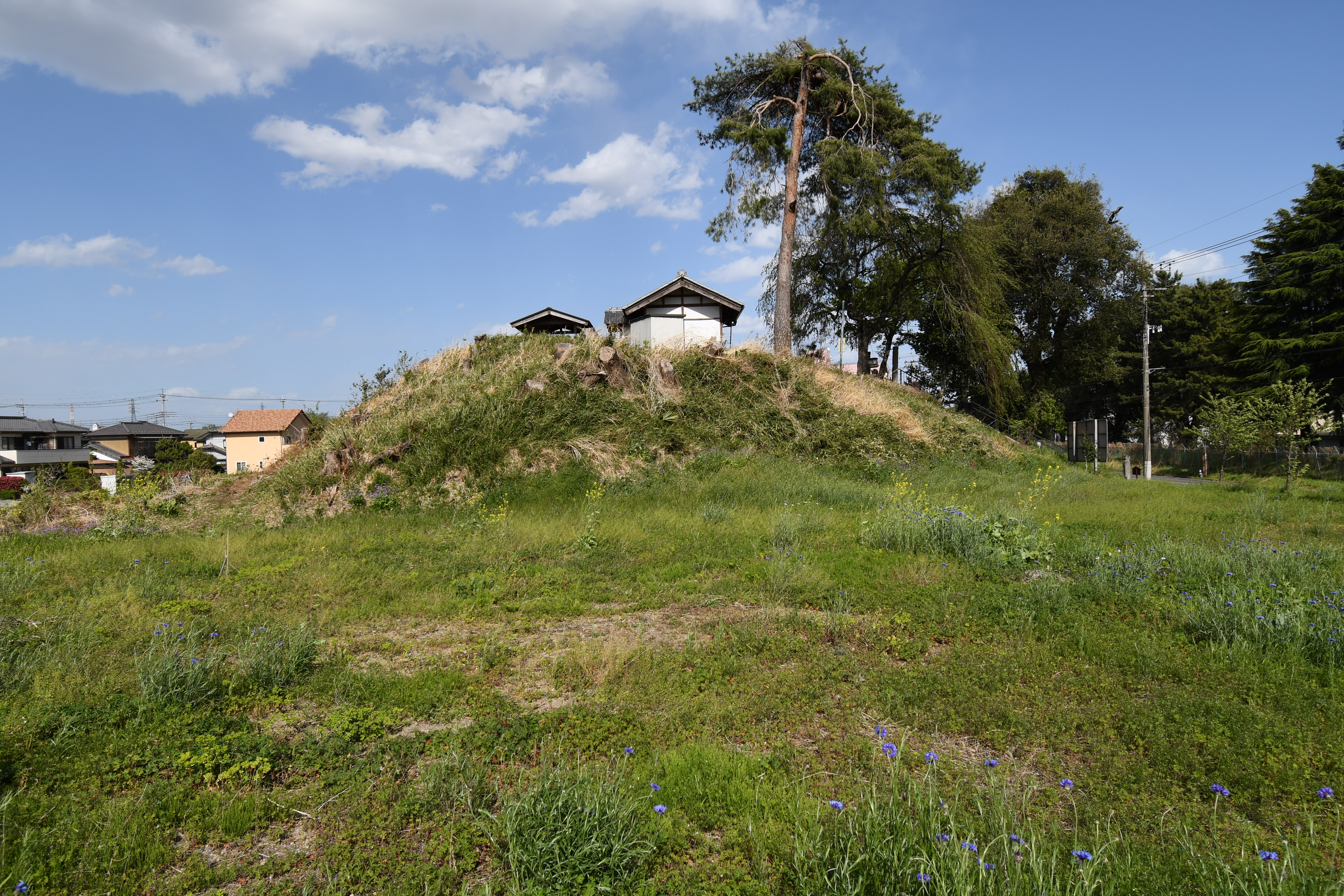
前方部から後円部を望む
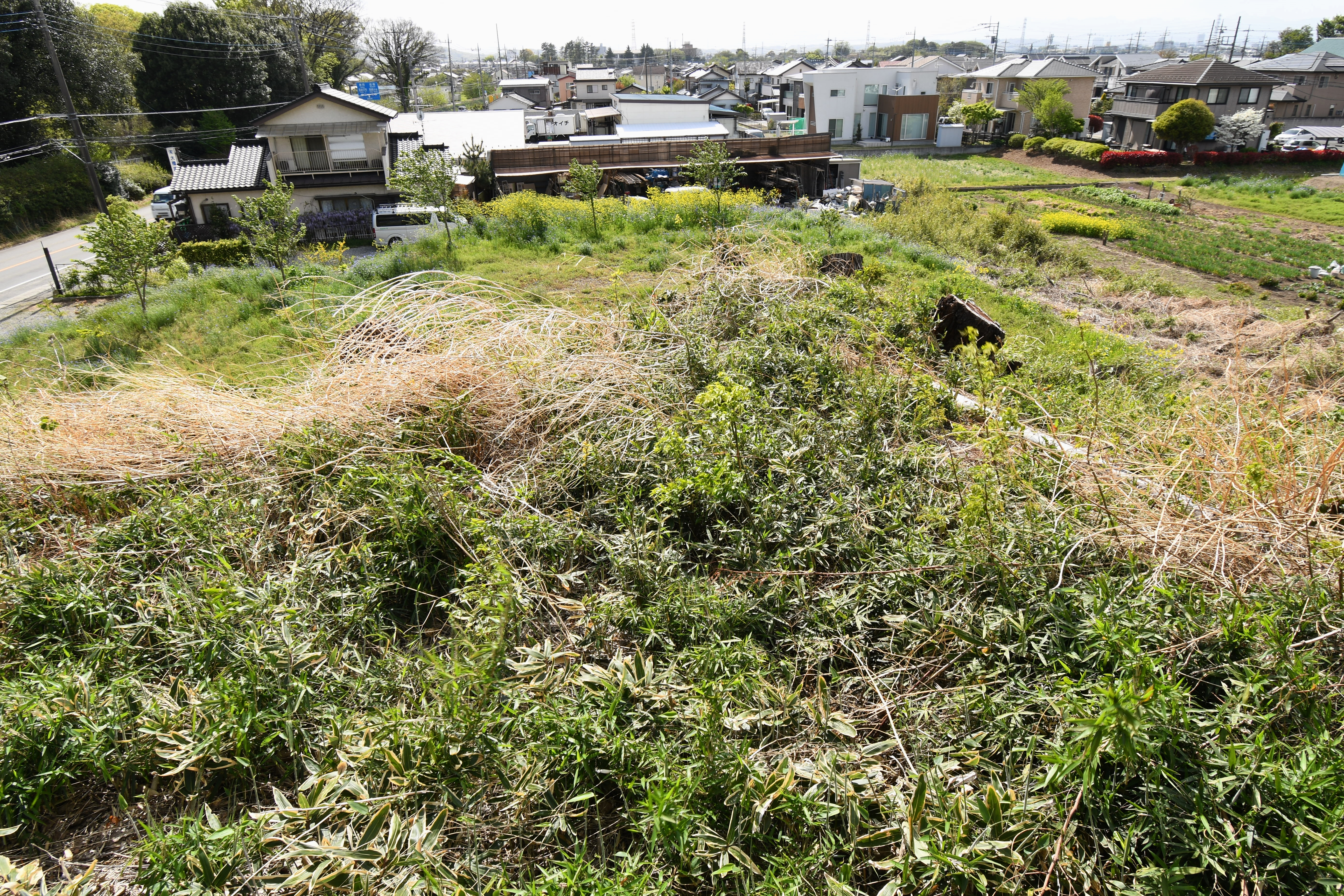
後円部から前方部を望む
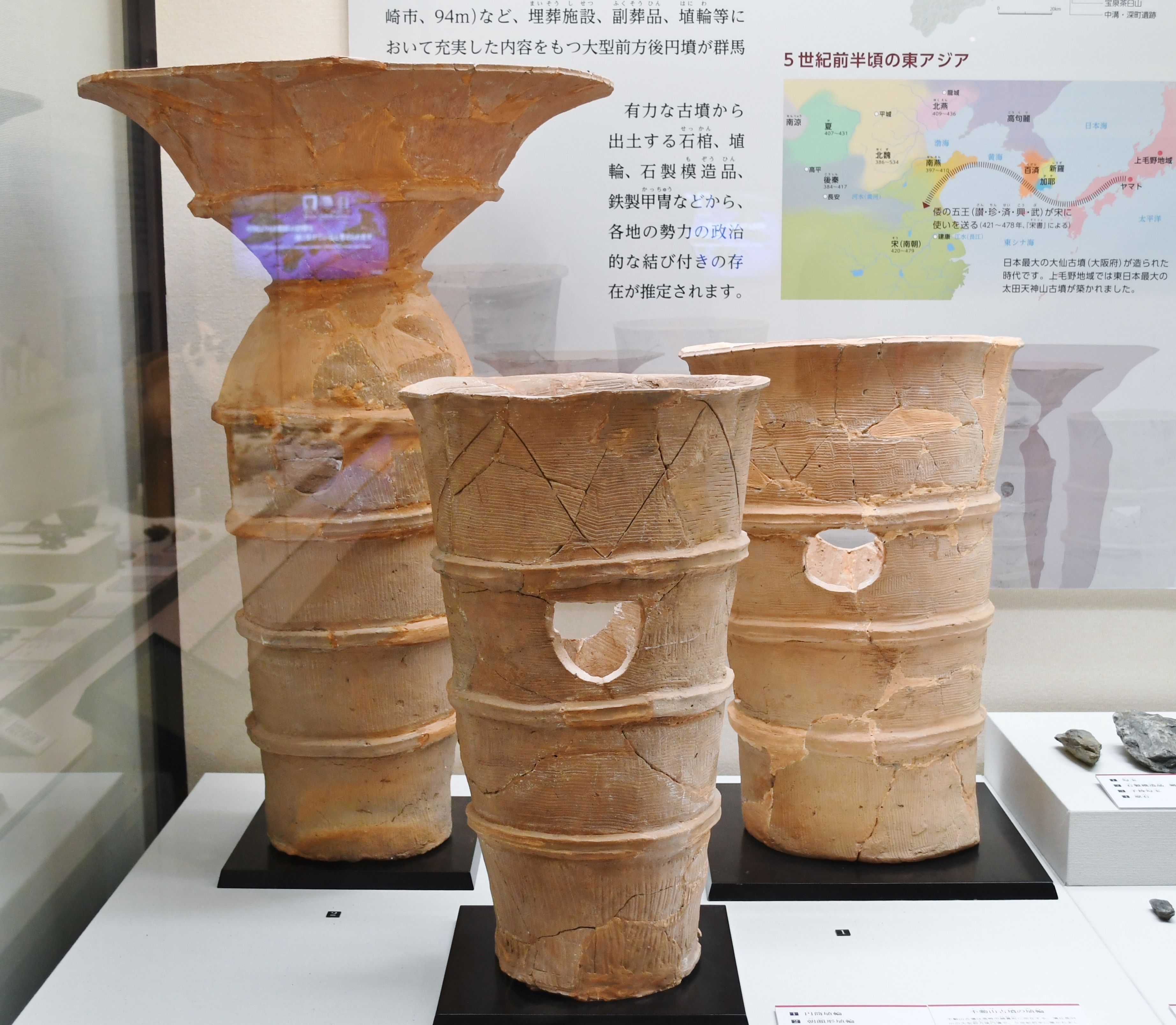
円筒埴輪・朝顔形埴輪

墳丘の規模は次の通り。
- 墳丘長：94メートル
- 後円部
  - 直径：54メートル
  - 墳頂直径：18メートル
  - 高さ：10.1メートル
- 前方部
  - 幅：55メートル
  - 高さ：推定9.1メートル
- くびれ部
  - 幅：36.5メートル

- 後円部墳頂の不動尊
- 前方部から後円部を望む
- 後円部から前方部を望む
- 円筒埴輪・朝顔形埴輪

## 文化財

### 高崎市指定文化財
- 史跡
  - 不動山古墳 - 1992年（平成4年）3月2日指定[2]。

## 関連施設
- 群馬県立歴史博物館（高崎市綿貫町） - 不動山古墳の出土埴輪を保管。

## 関連文献
（記事執筆に使用していない関連文献）
- 『新編高崎市史』 資料編1 原始古代I、高崎市、1999年。
- 『高崎市内遺跡埋蔵文化財緊急発掘調査報告書13』高崎市教育委員会〈高崎市文化財調査報告書第160集〉、1999年。